# Phyllomys
Phyllomys är ett släkte i familjen lansråttor som förekommer i östra Brasilien.
Flera arter som numera räknas till Phyllomys listades ursprungligen i släktet Echimys. Det som skiljer Phyllomys från Echimys är att de förstnämnda på de övre kindtänderna har en tandemalj som är uppbyggd av olika skikt.
Dessa gnagare lever i skogar i Brasilien nära Atlanten och de är växtätare. Släktets medlemmar är sällsynta. Från några arter som Phyllomys lundi eller Phyllomys unicolor var fram till 2011 bara en eller två individer kända.

## Utseende
Holotyperna av 10 utvalda arter har en kroppslängd (huvud och bål) av 21,2 till 28 cm och en svanslängd av 15,7 till 24 cm. Deras bakfötter är 37 till 47 mm långa och öronens längd varierar mellan 13 och 17 mm. Ett exemplar av arten Phyllomys lundi som hittades 2016 var med en kroppslängd (huvud och bål) av 39,8 cm, en svanslängd av 20,9 cm och en vikt av 174,6 g något större.
Arternas päls kan vara mjuk eller en blandning av mjuka hår och taggar. Individerna har stora ögon, runda öron och långa morrhår. De kännetecknas av korta extremiteter och breda bakfötter. Alla fingrar och tår är utrustade med kraftiga klor, förutom tummarna som har en nagel. På ovansidan kan pälsfärgen bara brun, rödbrun eller gulbrun och undersidan är täckt av ljusbrun, ljusgrå eller vit päls. När taggar finns så är de störst på bakdelen med en diameter upp till 1,5 mm. Honor har fyra par spenar. Båda kön har en väl utvecklad körtel vid bröstbenet men hos hannar är den större. Arternas svans har ungefär samma längd som huvud och bål tillsammans. Den är hos alla arter bra täckt med hår nära roten. Beroende på art är den mot spetsen naken eller likaså hårig och några släktmedlemmar har en tofs vid slutet.

## Arter
Wilson & Reeder och IUCN listar 12 arter i släktet:
- Phyllomys blainvillii
- Phyllomys brasiliensis
- Phyllomys dasythrix
- Phyllomys kerri
- Phyllomys lamarum
- Phyllomys lundi
- Phyllomys mantiqueirensis
- Phyllomys medius
- Phyllomys nigrispinus
- Phyllomys pattoni
- Phyllomys thomasi
- Phyllomys unicolor

Året 2008 blev med Phyllomys sulinus ytterligare en art beskriven.